# Christian Jensen (Heimatforscher)

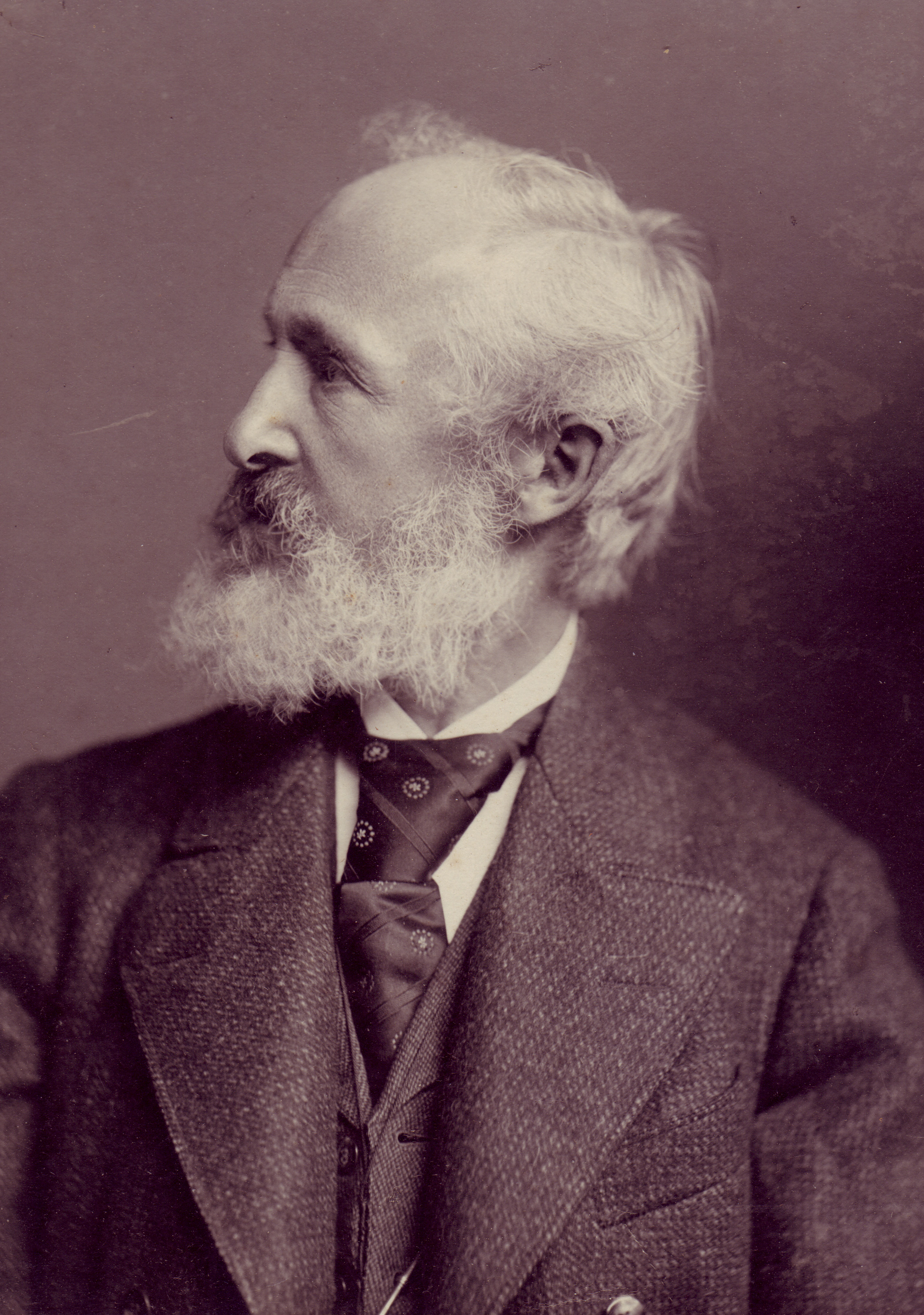
Christian Jensen

Christian Jensen (* 28. Januar 1857 in Galmsbüll; † 29. Februar 1936 in Schleswig) war Lehrer, Heimat- und Friesenforscher.

## Leben
Im Marienkoog im nordfriesischen Galmsbüll geboren, absolvierte er eine Lehrerausbildung in Tondern und ging 1878 nach Archsum auf Sylt, um eine Lehrerstelle anzunehmen. In Keitum heiratete er die Kapitänstochter Laura geb. Lorenzen, mit der er drei Söhne, Christian Cornelius Jensen (1883–1940), Dietrich Andreas Jensen (1889–1974) und Karl Jensen (1890–?) hatte. Später war er als Lehrer in Oevenum auf Föhr und ab etwa 1895 in Schleswig-Friedrichsberg tätig.
Auf Sylt befreundete er sich mit dem weithin bekannten Sylter Schriftsteller Christian Peter Hansen, der die Heimatkunde Nordfrieslands mit zahlreichen Schriften bereicherte und seinen jungen Kollegen entscheidend zur Beschäftigung mit der Region und ihrer historischen Entwicklung anregte. Nach dessen Tod war Jensen in der Hansenschen Sammlung tätig und führte sein Werk fort. Zeit seines Lebens beschäftigte Christian Jensen sich mit Naturbeobachtungen, sammelte Erkenntnisse und Materialien insbesondere zu Nordfriesland und veröffentlichte auf dieser Grundlage zahlreiche Artikel und Schriften. Sein umfassendstes Werk bildete das 1891 in erster Auflage erschienene Werk Die nordfriesischen Inseln Sylt, Föhr, Amrum und die Halligen vormals und jetzt.

## Werke
- Die nordfriesischen Inseln Sylt, Föhr, Amrum und die Halligen vormals und jetzt. Mit besonderer Berücksichtigung der Sitten und Gebräuche der Bewohner. Verlagsanstalt u. Druckerei Actien-Gesellschaft, Hamburg 1891 (online PDF)
- Vom Dünenstrand der Nordsee und vom Wattenmeer. B. Schramm Verlag, Kiel 1981 (Reprint der Ausgabe um 1900), ISBN 978-3-921361-21-4.
- Die nordfriesische Inselwelt (= Deutsche Wanderungen. Band 3). Verlag von Georg Westermann, Hamburg, Braunschweig 1914 (Digitalisat der zweiten Auflage von 1925: SLUB Dresden).